# Eduard Anton Eugène van Meeuwen
Jonkheer Eduard Anton Eugène van Meeuwen ('s-Hertogenbosch, 5 september 1876 – 's-Hertogenbosch, 3 januari 1946) was een Nederlands jurist en vicepresident van het gerechtshof in 's-Hertogenbosch.
Van Meeuwen was een zoon van jhr. Lodewijk Cornelis Josephus Andreas van Meeuwen. Hij studeerde rechten aan de Universiteit Leiden. Van 1930 tot en met 1944 was hij verbonden aan het gerechtshof in 's-Hertogenbosch, waar hij raadsheer en vicepresident was.